# Contingut GC

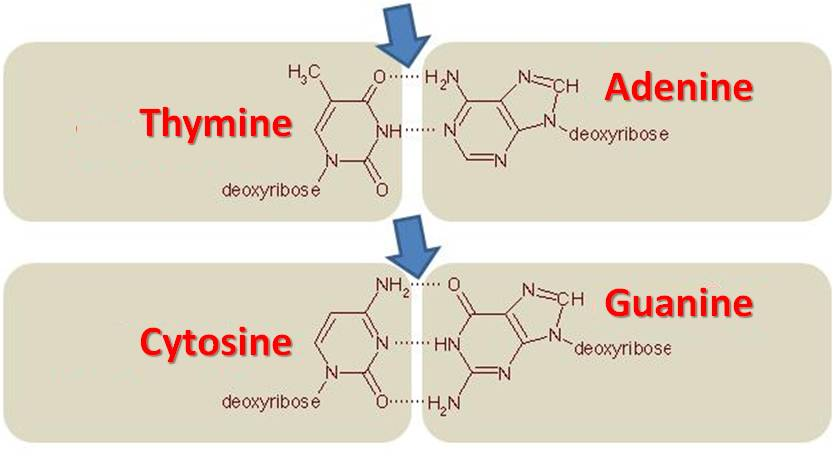
Enllaços de nucleòtids amb els parells AT i GC. Les fletxes senyalen els enllaços d'hidrogen.

En biologia molecular, el contingut GC (o contingut en guanina–citosina) és el percentatge de bases nitrogenades d'una molècula d'ADN que són o bé guanina, o bé citosina (d'entre quatre possibilitats, incloent-hi adenina i timina). Es pot referir a un fragment específic d'ADN o ARN, o al del genoma sencer. Quan es refereix a un fragment del material genètic, pot representar el contingut GC de part d'un gen (domini), un gen, un grup de gens, o fins i tot una regió no codificant. G (guanina) i C (citosina) tenen un enllaç d'hidrogen específic, mentre que A (adenina) s'uneix específicament amb T (timina).
El contingut GC s'empra de vegades per classificar organismes en taxonomia. Per exemple, mentre que Streptomyces coelicolor presenta un GC de 72%, en el llevat Saccharomyces cerevisiae és del 38%.